# Patricia Lovell
Pour les articles homonymes, voir Lovell.
Patricia Lovell est une productrice et actrice australienne, née en 1929 et décédée le 26 janvier 2013 à 83 ans.

## Filmographie
Comme productrice
- 1975 : Pique-nique à Hanging Rock (Picnic at Hanging Rock) de Peter Weir
- 1976 : Break of Day
- 1977 : Summerfield de Ken Hannam
- 1981 : Gallipoli de Peter Weir
- 1982 : Monkey Grip
- 1987 : The Perfectionist
- 2000 : Tosca: A Tale of Love and Torture (TV)

Comme actrice
- 1959 : Mr. Squiggle and Friends (série TV) : Miss Pat (1960-1975)